# (2259) Sofievka
(2259) Sofievka (1971 OG; 1929 JM; 1936 KJ; 1956 AF; 1970 CJ; 1972 YC; 1972 YN1; 1975 WE1) ist ein Asteroid des inneren Hauptgürtels, der am 19. Juli 1971 von der russischen Astronomin Bella Burnaschewa am Krim-Observatorium in Nautschnyj (IAU-Code 095) entdeckt wurde.

## Benennung
(2259) Sofievka wurde nach dem Sofijiwka-Park, einem dendrologischen Park in Uman in der Oblast Tscherkassy in der damaligen Ukrainischen Sozialistischen Sowjetrepublik, benannt. Der Park ist ein Denkmal für die Landschaftsgestaltung und Architektur des 18. und 19. Jahrhunderts.